# 黄色圆点比基尼娃娃
黃色圓點比基尼娃娃（英語：Itsy Bitsy Teenie Weenie Yellow Polkadot Bikini），又譯黄色圆点花纹的比基尼，是描述一個害羞的女生在海灘穿了一件很小巧的波卡点比基尼泳衣，卻又不想讓大家看到她泳裝的著名歌曲，是由保罗·万斯及李·宝可立思作詞作曲，最早是在1960年六月由布莱恩·海兰以單曲型式發行，由約翰·迪克森指揮的樂團伴奏，這是布莱恩·海兰的第一張單曲。
英文名稱中的itsy bitsy及teenie weenie都有小的意思。
這首歌曾被多次翻唱，且有不同語言版本，1990年時英國的Bombalurina樂團重新翻唱了這一首歌，獲得了英國單曲排行榜的第一名
。

## 歷史及歌詞
海兰的版本在1960年8月8日登上告示牌百强单曲榜中的第一名，在其他國家也進入前十名，包括英國單曲排行榜的第八名。
歌詞可分為三段：
- 女生很害羞，在換上比基尼後，躲在更衣室裡不敢出來。
- 女生到了海灘，但待在沙灘不下水，而且用毛毯包住自己。
- 女生到了海裡，但將（頭以外的）身體全部沈在水裡，設法不讓別人看到她的身體。

Trudy Packer提到：「在每一段歌詞的結尾都會重復『...two, three, four / Tell the people what she wore』，而在第一次合唱和第二節開始前有出現『"Stick around, we'll tell you more』」

## 影響
當時大家仍認為比基尼很淫秽，無法進入主流，因為這首歌使得比基尼的銷量突然增加，也是讓社會可以接受比基尼的原因之一。1960年代初期，因為這首歌的影響，海灘電影及相關其他影片及電視又再度流行。

## 作者爭議
在2006年9月，這首歌的共同作者保罗·万斯看到被誤植為他的訃聞。訃聞是另一個人Paul Van Valkenburgh的，他聲稱這首歌是他用Paul Vance的筆名寫的，他說他在青少年時就把版權賣掉了，因此沒有收到這首歌的權利金。万斯是這首歌真正的共同作者，自1960年來因這首歌賺到了上百萬金，說「（這首歌）像印鈔機一様」。

## 在其他的媒體
這首歌在1961年比利·懷德喜劇電影《玉女風流》中的一個關鍵場景出現，其中的角色奧圖（豪斯特·巴奇霍茲）被懷疑是間諜，被東德警察施以酷刑，酷刑的方式就是反覆的撥放這一首歌。因為此片的成功，在1962年再度發行了原始的錄音，不過沒有不停的反覆。
這首歌較快的版本出現在2006年北美的優沛雷輕優格電視廣告中。這首歌也用在YWCA的商業廣告中，以及1961年阿帕纳·珊的電影《乔林希巷36号》，在《修女也瘋狂2》中也有出現。

## 其他版本
這首歌於1983年曾改編成粵語歌曲，由鄭國江作詞，徐小鳳、黃霑、葉振棠、鄭國江、鍾鎮濤、羅文和顧嘉輝合唱。該版本首次播放於電視廣播有限公司1983年節目《歡樂今宵4000次》。
這首歌的華語版是李逸演唱的《到底你在想甚麼》，客家話版本是張少林的《電車歌》。